# Трофи Интернешнл
Трофи Интернешнл (фр. Trophée International) — шоссейная однодневная велогонка, проходившая по территории Франции с 1996 по 2001 год.

## История
Гонка проводилась за день до многодневки Гранд Букль феминин или одновременно являлась её прологом. Соответственно и маршрут гонки каждый год проходил в разных местах: в 1996 году в Порнике (Атлантическая Луара); в 1997 г. между озером Мадин и Мецем (Лотарингия); в 1998 году между Ла-Шапель-Сент-Юрсеном и Сент-Аман-Монроном; в 1999 г. между Бовуа-ан-Камбрези (Нор — Па-де-Кале) и Ирсоном (Пикардия); в 2000 г. между Вильнёв-Лубе и Валбергом (Приморские Альпы); в 2001 году между Ла-Бредом и Пойяком (Жиронда).
Трижды, в 1998, 1999 и 2001 годах, входила в календарь Женского мирового шоссейного кубка UCI. В первом издании участвовали национальные команды.
Организаторами совместно выступали Team France Organization и Racing Club Olympique, которые также отвечали за организацию Гранд Букль феминен.

## Призёры
| Год  | Победитель             | Второй           | Третий         |
| ---- | ---------------------- | ---------------- | -------------- |
| 1996 | Франция                | Италия           | Россия         |
| 1997 | Ханка Купфернагель     | Катрин Марсаль   | Дебби Мансвелд |
| 1998 | Алессандра Каппеллотто | Катрин Марсаль   | Диана Жилюте   |
| 1999 | Ваня Вонкс             | Юдит Арндт       | Трейси Годри   |
| 2000 | Северин Дебуи          | Фабиана Луперини | Жоан Сомарриба |
| 2001 | Ольга Слюсарева        | Регина Шляйхер   | Анна Миллуорд  |